# 김장백
김장백(1975년 9월 23일 ~ )은 전 KBO 리그 야구 선수의 투수이다.

## 출신학교
- 서울고등학교
- 연세대학교 (1994학번)